# Çokçapınar, Ceyhan
Çokçapınar là một xã thuộc huyện Ceyhan, tỉnh Adana, Thổ Nhĩ Kỳ. Dân số thời điểm năm 2009 là 379 người.